# Teoh Yi Peng
Dans ce nom, le nom de famille, Teoh, précède le nom personnel.
Teoh Yi Peng, né le 4 mai 1988, est un coureur cycliste singapourien.

## Biographie
En 2017, Teoh Yi Peng termine deuxième du championnat de Singapour sur route. Il représente également son pays au championnat du monde du contre-la-montre, à Bergen. Pour sa première expérience au plus haut niveau, il se classe 64e et dernier, à treize minutes du vainqueur Tom Dumoulin.

## Palmarès et résultats

### Palmarès par année
- 2016
  - 3e du championnat de Singapour sur route
- 2017
  - 2e du championnat de Singapour sur route

### Classements mondiaux
| Année         | 2016 | 2017 |
| ------------- | ---- | ---- |
| UCI Asia Tour | 265e | 261e |